# Babergh
Babergh es un distrito no metropolitano del condado de Suffolk (Inglaterra). Tiene una superficie de 593,78 km². Según el censo de 2001, Babergh estaba habitado por 83 461 personas y su densidad de población era de 140,56 hab/km².